# 楊少文
楊少文（1962年7月13日—）為台灣男演員、配音員。其子為演員楊震。

## 電視劇
| 年 份  | 頻 道            | 劇 名                      | 飾 演    |
| 1985年 | 台視             | 《她是我媽媽》             |          |
| 1992年 | 台視             | 《半生緣一世情》           | 趙大海   |
| 1999年 | 台視             | 《台灣廖添丁》             | 錢四腳   |
| 2007年 | 台視             | 《神機妙算劉伯溫》         | 楊世鈞   |
| 2008年 | 台視             | 《天上聖母媽祖》           | 劉永泰   |
| 2014年 | 台視             | 《艋舺的女人》             | 林正雄   |
| 2021年 | 台視             | 《一個屋簷下》             | 楊父     |
| 1987年 | 中視             | 《想念的季節》             |          |
| 1989年 | 中視             | 《鋤頭博士》               | 番鴨     |
| 1990年 | 中視             | 《浴火鳳凰》               | 小烏龜   |
| 1999年 | 中視             | 《女人香》                 |          |
| 2010年 | 中視             | 《流氓校長》               | 鄭遨翔   |
| 2014年 | 中視             | 《月亮上的幸福》           | 李財旺   |
| 2023年 | 中視             | 《開創者》                 | 王董     |
| 1992年 | 華視             | 《劉伯溫傳奇》             |          |
| 2002年 | 華視             | 《愛上總經理》             | 謝秀男   |
| 2005年 | 華視             | 《我只在乎你》             | 吳義     |
| 2008年 | 華視             | 《歡喜來逗陣》             | 諸葛五郎 |
| 2009年 | 華視             | 《魔女18號》               | 廖俊雄   |
| 2011年 | 華視             | 《艋舺燿輝》               | 詹益宣   |
| 2019年 | 華視             | 《最佳利益》               | 明倫父   |
| 2003年 | 八大第一台       | 《第一劇場》難忘的鳳凰橋   | 謝天助   |
| 2011年 | 民視             | 《夜市人生》               | 孫董     |
| 2014年 | 公視             | 《只想比你多活一天》       | 溫辰歸   |
| 2017年 | 公視             | 《酸甜之味》               | 羅父     |
| 2019年 | 公視             | 《美秀》                   | 萬三     |
| 2002年 | 三立台湾台       | 戲說台灣《軟蝦穴》         | 李富     |
| 2002年 | 三立台湾台       | 戲說台灣《祖師爺收煞》     | 曾明輝   |
| 2003年 | 三立台湾台       | 戲說台灣《一見發財》       | 李坤和   |
| 2003年 | 三立台湾台       | 戲說台灣《刀魂奇案》       | 阿青     |
| 2003年 | 三立台湾台       | 戲說台灣《陰間捕快紅旗公》 | 水旺     |
| 2003年 | 三立台湾台       | 戲說台灣《還陽妻》         | 李明輝   |
| 2003年 | 三立台湾台       | 戲說台灣《紅頭師公》       | 太上老君 |
| 2003年 | 三立台湾台       | 戲說台灣《桃花女鬥周公》   | 陳老爺   |
| 2003年 | 三立台湾台       | 《天地有情》               | 史提文   |
| 2004年 | 三立台湾台       | 《台灣龍捲風》             | 方亦良   |
| 2005年 | 三立台湾台       | 《金色摩天輪》             | 韓國榮   |
| 2006年 | 三立台湾台       | 《天下第一味》             | 吳建宏   |
| 2008年 | 三立台湾台       | 《真情滿天下》             | 林旺來   |
| 2009年 | 三立台湾台       | 《天下父母心》             | 黃主委   |
| 2012年 | 三立台湾台       | 《雨夜花》                 | 陳建華   |
| 2013年 | 三立台湾台       | 《孤戀花》                 | 阿明     |
| 2013年 | 三立台湾台       | 《世間情》                 | 九堵     |
| 2015年 | 三立台湾台       | 《甘味人生》               | 廖菸斗   |
| 2015年 | 三立台湾台       | 《思慕的人》               | 阿布拉   |
| 2018年 | 三立台湾台       | 戲說台灣《雙姝怨》         | 蛇將軍   |
| 2019年 | 三立台湾台       | 戲說台灣《范王爺破連環劫》 | 范王爺   |
| 2019年 | 三立台湾台       | 戲說台灣《城隍媽祖渡斑鳩》 | 土地公   |
| 2019年 | 三立台湾台       | 戲說台灣《仙公祖大腳印》   | 土地公   |
| 2020年 | 三立台湾台       | 戲說台灣《觀落陰探恩仇》   | 王大順   |
| 2020年 | 三立台湾台       | 戲說台灣《金蠶食尾》       | 虎尾師   |
| 2020年 | 三立台湾台       | 戲說台灣《土地公種慧根》   | 土地公   |
| 2021年 | 三立台湾台       | 戲說台灣《白目眉渡鷹雄》   | 陳順和   |
| 2021年 | 三立台湾台       | 戲說台灣《海豐港情劫》     | 龍頭公   |
| 2022年 | 三立台湾台       | 戲說台灣《扁擔觕剪刀》     | 廖永權   |
| 2022年 | 三立台湾台       | 戲說台灣《醫神化鬼母冤》   | 大道公   |
| 2023年 | 三立台湾台       | 戲說台灣《女鬼觀音見習生》 | 蔡萬發   |
| 2023年 | 三立台湾台       | 戲說台灣《桃花井求良緣》   | 洪阿魚   |
| 2025年 | 三立台湾台       | 戲說台灣《溜寶貝安太歲》   | 乙巳星君 |
| 2020年 | Netflix          | 《誰是被害者》             | 羅主任   |
| 2020年 | 華視、三立都會台 | 《未來媽媽》               | 顏父     |
| 2022年 | 中視、中天娛樂台 | 《台灣X檔案》              | 方偉誠   |
| 2025年 | 大愛電視台       | 《院長爸爸》               | 陳金生   |

## 電影
- 1988年《純情女傷心淚》
- 2018年《引爆點》飾演：張洪振

## 配音作品
- 主要角色名稱以粗體顯示。
- 以下皆為國語配音。

### 台灣動畫
- 《YOUNG GUNS》：勇伯、大王、郝伯春

### 木偶劇
- 《坷垃傳奇》

### 中國大陸電影
- 《桃姐》：洪金寶、譚炳文※台灣上映之國台語版

### 香港電影
- 《破壞之王》：黑熊
- 《射鵰英雄傳之東成西就》：洪七公
- 《洪熙官之少林五祖》：馬寧兒

### 日本動畫
- 《封神演義》：聞仲、元始天尊※衛視中文台版本
- 《小叮噹》：剛田武、老師※巨童文化版本

### 歐美動畫
- 《小熊維尼歷險記》：維尼
- 《音速小子》：羅特
- 《Ben 10》：蕭船長、克蘭西、沙布林諾
- 《Ben 10 外星英雄》：拉布瑞
- 《航空小英雄》：巴魯※Disney+版本

### 特攝片
- 《電腦警察》：張弘昌／紅戰警（武田真也／木星）、吳智亮／黑戰警（毛利亮一／土星）、首腦
- 《超新星閃光人》：Jin（金）/紅閃光Red Flash、大博士李．凱夫侖
- 《光戰隊覆面人》：武／紅覆面、地帝司令巴拉巴
- 《假面騎士BLACK RX》：南光太郎／假面騎士BLACK RX

### 日本動畫電影
- 《貓的報恩》：胖胖
- 《平成狸合戰》：權太
- 《紅豬》：波魯克

### 歐美動畫電影
- 《白雪公主》：愛生氣
- 《森林王子2》：路易王的僕人
- 《貓兒歷險記》：洛克福
- 《狐狸與獵狗》：豪豬
- 《妙妙探》：費蓋
- 《風中奇緣》：班
- 《風中奇緣2：倫敦之旅》：國王的僕人
- 《大力士》：痛苦
- 《花木蘭》：阿堯
- 《花木蘭2》：阿堯
- 《泰山》：丹丹
- 《泰山與珍妮》：丹丹、奈吉泰勒
- 《變身國王》：陶寶（柏特）
- 《變身國王2：高剛外傳》：陶寶（柏特）
- 《失落的帝國》
- 《星銀島》：史約翰（約翰·席爾法）
- 《熊的傳說》：濤哥
- 《米奇家族的萬聖歷險》：痛苦
- 《玩具總動員》：彈簧狗
- 《玩具總動員2》：彈簧狗
- 《玩具總動員3》：彈簧狗
- 《小熊維尼尋找羅賓》：维尼
- 《小熊維尼新年新希望》：维尼
- 《跳跳虎歷險記》：维尼
- 《小豬大行動》：维尼
- 《羅雷司》：歐洋氣
- 《腦筋急轉彎》：怒怒
- 《海底總動員2：多莉去哪兒？》：七條郎

### 海外遊戲
- 《真·三國無雙》：張飛、太史慈
- 《鬥陣特攻》：士兵76
- 《傳說對決》：科里納卡、普雷塔